# 聊斋金瓶梅
《聊斋金瓶梅》（英語：Ghost Story Of Kam Pin Mui），1991年上映的香港情色片和剧情片，导演李柏翰，主演陈蓓琪、黄美贞、白羽辰、齐汉、谷峰、文素。
该片借用了主角潘金莲的名字，但劇情与《金瓶梅》没有联系。

## 剧情
书生赵天佑心地善良，好施舍，一日，他在河边救起一名落水的女子潘金莲，晚上，天下起大雨，他在一间破庙落脚，他睡熟之后，被雷驚醒，看到面前一个和尚对他讲话，告诉他，“十日之内不得动女人，否则有杀身之祸”。书生跪地求他救命，和尚告诉他要好自为之。潘金莲的母亲和父亲都死了，跟着后母一起生活，后母是个性欲旺盛的女人，经常和情夫阿牛在家里通奸，他们的淫叫声，传入了潘金莲的耳中，潘金莲看到神龛上父亲的排位，流泪不止。第二天清早，潘金莲去井里打水，提着水往家走，被后母的情夫挑逗，这时候又被后母看到，后母跑过来一个耳光打在她脸上，潘金莲忍辱回家去了。一天，书生拿着货物去街上卖，遇到正在打水的潘金莲，路人讥笑潘金莲没有钱购买货物，等他们走之后，书生亲自捧着货物送给潘金莲，这时正好被潘金莲后母看到，大骂书生勾引她的黄花闺女，后母打了她2个耳光，拖她回家去了。布店老板阿娇给潘金莲后母出主意，把潘金莲卖入妓院迎春阁，后母得到100两银子。情夫阿牛把潘金莲后母蒙死在被子里，奪去這100两银子。迎春阁老鸨子翠姨是个心黑手辣的势利女人，为了惩治不听话的潘金莲，把她毒打一顿关了禁闭。同为妓女的萍儿和迎春阁的小厮小喜子相恋，萍儿一直催他带她离开这个魔窟。一天晚上，书生做了个梦，梦见潘金莲的后母变成厉鬼去欺负潘金莲，第二天他便在妓院找到了潘金莲。他带着潘金莲逃出妓院，妓院派人追逐，晚上在山中找到了他们二人，妓院的小厮们把书生打死，书生化身为鬼去保护潘金莲。波斯来的一名妖僧主动帮妓院驱鬼，正当他即将打死书生的鬼魂时，和尚出现了，他击败妖僧，救了书生，并且把他的魂魄注入肉体，使他还阳。

## 演出
| 演员   | 角色   | 备注 |
| 陈蓓琪 | 潘金莲 |      |
| 陈厚   | 赵天佑 |      |
| 谷峰   | 和尚   |      |
| 黄美贞 |        |      |
| 白羽辰 |        |      |
| 齐汉   |        |      |
| 文素   |        |      |

## 制作方
- 行政总监：陈维志
- 统筹：吴国泰
- 策划：张彬
- 美术：岩木井
- 灯光：周光
- 效果：王作潘

## 上映
该片为三级片。

## 外部連結
- 香港影庫上《聊斋金瓶梅》的資料（繁體中文）
- 互联网电影数据库（IMDb）上《聊斋金瓶梅》的资料（英文）